# منتخب جزر فارو لكرة القدم للسيدات
منتخب جزر فارو لكرة القدم للسيدات (بالنرويجية: Færøyenes herrelandslag i fotball‏) هو الممثل الرسمي لمنطقة جزر فارو الذاتية الحكم التابعة لمملكة النرويج في رياضة كرة القدم النسائية ويديره اتحاد جزر فارو لكرة القدم المتأسس في سنة 1979، وعضو في الاتحاد الأوروبي لكرة القدم منذ سنة 1992. يلعب الفريق مباراياته الرسمية على ملعب تورسفولور والذي يتسع لحضور  6 آلاف متفرج.

## سجل كأس العالم
| نهائيات كأس العالم | نهائيات كأس العالم | نهائيات كأس العالم | نهائيات كأس العالم | نهائيات كأس العالم | نهائيات كأس العالم | نهائيات كأس العالم | نهائيات كأس العالم | نهائيات كأس العالم | نهائيات كأس العالم |
| السنة              | النتيجة            | لعب                | فاز                | تعادل*             | خسر                | له                 | عليه               | فرق                |                    |
| ------------------ | ------------------ | ------------------ | ------------------ | ------------------ | ------------------ | ------------------ | ------------------ | ------------------ | ------------------ |
| 1991               | لم يشارك           | لم يشارك           | لم يشارك           | لم يشارك           | لم يشارك           | لم يشارك           | لم يشارك           | لم يشارك           |                    |
| 1995               | لم يشارك           | لم يشارك           | لم يشارك           | لم يشارك           | لم يشارك           | لم يشارك           | لم يشارك           | لم يشارك           |                    |
| 1999               | لم يشارك           | لم يشارك           | لم يشارك           | لم يشارك           | لم يشارك           | لم يشارك           | لم يشارك           | لم يشارك           |                    |
| 2003               | لم يشارك           | لم يشارك           | لم يشارك           | لم يشارك           | لم يشارك           | لم يشارك           | لم يشارك           | لم يشارك           |                    |
| 2007               | لم يشارك           | لم يشارك           | لم يشارك           | لم يشارك           | لم يشارك           | لم يشارك           | لم يشارك           | لم يشارك           |                    |
| 2011               | لم يشارك           | لم يشارك           | لم يشارك           | لم يشارك           | لم يشارك           | لم يشارك           | لم يشارك           | لم يشارك           |                    |
| 2015               | لم يتأهل           | لم يتأهل           | لم يتأهل           | لم يتأهل           | لم يتأهل           | لم يتأهل           | لم يتأهل           | لم يتأهل           |                    |
| 2019               | لم يتأهل           | لم يتأهل           | لم يتأهل           | لم يتأهل           | لم يتأهل           | لم يتأهل           | لم يتأهل           | لم يتأهل           |                    |
| الاجمالي           | 0/8                | –                  | –                  | –                  | –                  | –                  | –                  | –                  |                    |

*تشمل التعادلات مباريات خروج المغلوب التي تم تحديدها في ركلات الجزاء.